# Georg Lysthenius
Georg List (* Naumburg, 29 de julho de 1532 † Dresden, 27 de fevereiro de 1596) foi um pregador na corte do Eleitor Augusto da Saxônia (1526-1586), erudito evangélico, teólogo luterano e tendo estudado teologia na Universidade de Jena.

## Biografia
Georg Lysthenius era de uma família pobre. Estudou a escola primária em Naumburg, depois fez o colégio em Zeitz, e em 1549 entrou para a Escola Superior do Ginásio Acadêmico em Jena. Victorinus Strigelius (1524-1569) e Erhard Schnepf (1495-1558) foram seus professores nessa época. Durante dois anos, Lysthenius estudou na Universidade de Wittenberg e teve Philipp Melanchthon como professor. Em 1552 era barítono em Elbogen, perto de Wolkenstein, em 15 de Junho de 1552 foi ordenado pastor por Johannes Bugenhagen (1485-1558) em Wittenberg, assumindo as funções religiosas em 1556, em Rossbach.
Em 1567 se torna diácono em Weißenfels. Nesse mesmo ano veio a conhecer o Eleitor Augusto I: entre eles estabeleceu-se uma relação de confiança que rapidamente se desenvolveu. Em 9 de Março de 1568 recebe o grau acadêmico de Mestrado em Filosofia. Em 1572, é nomeado reitor e superintendente em Liebenwerda. Em 1573, é nomeado primeiro pregador e confessor na corte de Augusto I, cargo que ocupou até sua morte. Em 1591, Lysthenius assina um documento sobre a abolição do exorcismo, em Leipzig, porém, logo se arrepende. Devido a divergências religiosas, Nikolaus Crell mandou prender Lysthenius em Weißenfels, mas, este consegue escapar a tempo para Magdeburgo. Após a morte do Eleitor Cristiano I (1560-1591), Georg Lysthenius foi chamado novamente como pregador da corte. Morreu no dia 27 de Fevereiro de 1596 em Dresden e foi sepultado em Weißenfels.
Lysthenius foi representante dos gnésio-luteranos, declarando-se abertamente contra os filipistas.
Georg Listhenius foi casado e teve um filho (Andreas Georgius Lystenius * 26 Set 1587) e três filhas. Uma delas, Margaretha foi casada com o teólogo luterano Paul Mathesius (1548-1584)

## Obras
- Die Historia von dem vielfeltigen schweren Creutz des lieben Ertzvaters Jacob betrachtet bey der Leiche der Frauen Anna zu Sachsen, Leipzig, 1586
- An das Consistorium zu Leiptzig: Drey Vnterschiedliche Schreiben als nemlich eine Recusatio, Protestatio, Refutatio, M.Georgij Lysthenij Superintendenten zu Weissenfels wegen der itzigen newen Wittenberger Theologen jme vnd andern Superintendenten von oberwehnten Consistorio zugeschickten recht Zwinglischen vnd gut Caluinischen Bedencken von Abschaffung des Exorcismi bey der heiligen Tauffe. Magdeburg 1592.
- Catechismus, das ist, trostreiche vnd nützliche Auslegung vber die Fünff Heubtstück der Christlichen Lehre : Wie derselbe der Christlichen Gemeine inn S. Joachimsthal, ... zum letzten mahl ... geprediget worden, durch den Alten Herrn M. Johannem Mathesium, ... ; sampt seinen zu end angedruckten ... Hausgebetlein, ... zum Druck verfertigt, 1586
- Ein Erschreckliches warhafftiges Gesicht vnd Zeichen so am Himel gesehen ist worden am Osterabendt dieses LXV. Jares zwischen zwey vnd drey vhr nach Mittage vnd was fuer grosser jemmerlicher schaden beide an Menschen vnd Viehe darauff erfolget ist. Nürnberg 1565.
- Eine Predigt Am tage der Verkündigung Mariae Fur den Durchlauchtigsten Hochgebornen Fürsten und Herrn, Herrn Christian weiland Hertzogen zu Sachssen ... : Gethan zu Weissenfels in der Klosterkirchen Anno 1590. Und Anno 1592. am Tage Palmarum widerholet etc.
- Vier christliche Predigten vom Heiligen und Hochwirdigen Abendmal des wahren Leibs und Bluths unsers einigen waren Mittlers und Heilands Iesu Christi, 1577